# Gran Premi de França del 1977
Resultats del Gran Premi de França de Fórmula 1 de la temporada 1977, disputat al circuit de Dijon-Prenois el 3 de juny del 1977.

## Resultats
| Pos | No | Pilot              | Equip                | Voltes | Temps/ Retirada | Pos. de sortida | Punts |
| --- | -- | ------------------ | -------------------- | ------ | --------------- | --------------- | ----- |
| 1   | 5  | Mario Andretti     | Lotus - Ford         | 80     | 1h 39' 40. 13   | 1               | 9     |
| 2   | 7  | John Watson        | Brabham - Alfa Romeo | 80     | + 1.55 s        | 4               | 6     |
| 3   | 1  | James Hunt         | McLaren - Ford       | 80     | + 33.87 s       | 2               | 4     |
| 4   | 6  | Gunnar Nilsson     | Lotus - Ford         | 80     | + 1' 11.08 min. | 3               | 3     |
| 5   | 11 | Niki Lauda         | Ferrari              | 80     | + 1' 14.15 min. | 9               | 2     |
| 6   | 12 | Carlos Reutemann   | Ferrari              | 79     | + 1 Volta       | 6               | 1     |
| 7   | 22 | Clay Regazzoni     | Ensign - Ford        | 79     | + 1 Volta       | 16              |       |
| 8   | 26 | Jacques Laffite    | Ligier - Matra       | 78     | + 2 Voltes      | 5               |       |
| 9   | 2  | Jochen Mass        | McLaren - Ford       | 78     | + 2 Voltes      | 7               |       |
| 10  | 24 | Rupert Keegan      | Hesketh - Ford       | 78     | + 2 Voltes      | 14              |       |
| 11  | 28 | Emerson Fittipaldi | Fittipaldi - Ford    | 77     | + 3 Voltes      | 22              |       |
| 12  | 3  | Ronnie Peterson    | Tyrrell - Ford       | 77     | + 3 Voltes      | 17              |       |
| 13  | 19 | Vittorio Brambilla | Surtees - Ford       | 77     | + 3 Voltes      | 11              |       |
| NC  | 10 | Ian Scheckter      | March - Ford         | 69     | No Classificat  | 20              |       |
| Ret | 20 | Jody Scheckter     | Wolf - Ford          | 66     | Accident        | 8               |       |
| Ret | 8  | Hans Joachim Stuck | Brabham - Alfa Romeo | 64     | Accident        | 13              |       |
| Ret | 17 | Alan Jones         | Shadow - Ford        | 60     | Transmissió     | 10              |       |
| Ret | 37 | Arturo Merzario    | March - Ford         | 27     | Caixa canvi     | 18              |       |
| Ret | 4  | Patrick Depailler  | Tyrrell - Ford       | 21     | Accident        | 12              |       |
| Ret | 16 | Riccardo Patrese   | Shadow - Ford        | 6      | Motor           | 15              |       |
| Ret | 31 | David Purley       | LEC - Ford           | 5      | Accident        | 21              |       |
| Ret | 34 | Jean-Pierre Jarier | Penske - Ford        | 4      | Accident        | 19              |       |
| NVQ | 9  | Alex Ribeiro       | March - Ford         |        |                 |                 |       |
| NVQ | 27 | Patrick Neve       | March - Ford         |        |                 |                 |       |
| NVQ | 30 | Brett Lunger       | McLaren - Ford       |        |                 |                 |       |
| NVQ | 25 | Harald Ertl        | Hesketh - Ford       |        |                 |                 |       |
| NVQ | 18 | Larry Perkins      | Surtees - Ford       |        |                 |                 |       |
| NVQ | 39 | Hector Rebaque     | Hesketh - Ford       |        |                 |                 |       |
| NVQ | 18 | Patrick Tambay     | Surtees - Ford       |        |                 |                 |       |
| NVQ | 35 | Conny Andersson    | BRM                  |        |                 |                 |       |

## Altres
- Pole: Mario Andretti 1' 12. 21

- Volta ràpida: Mario Andretti 1' 13. 750 (a la volta 76)